# Florence Devouard
Florence Nibart-Devouard (Versailles, 10 settembre 1968) è un'ingegnera francese, ex presidente del Consiglio di amministrazione della Wikimedia Foundation.

## Biografia
Nasce a Versailles ma è cresciuta a Grenoble. Ha vissuto in molte altre città francesi, ad Anversa in Belgio e in Arizona negli Stati Uniti. Dal 2005 risiede a Clermont-Ferrand. È sposata con Bertrand Devouard e ha tre figli, William (nato nel 1996), Anna-Gaîlle (nata nel 1998) e Thomas (nato nel 2006).
Florence Devouard è laureata in ingegneria agricola ed industrie alimentari presso l'ENSAIA, possiede un diploma di Studio Avanzato (DEA) in genetica e nelle biotecnologie ottenuto all'INPL. Ha lavorato nella ricerca pubblica, prima nel campo del miglioramento genetico, successivamente in microbiologia studiando il suolo inquinato. Ultimamente è stata impiegata per una ditta francese dove disegnava attrezzi agricoli.
Membro impegnato del progetto di Wikipedia, è stata citata per aver detto: "è possibile che un giorno sarò più orgogliosa di Wikipedia che dei bambini". Contribuisce ai vari progetti della fondazione con il nickname "Anthere".
Si è impegnata molto nella creazione e strutturazione della Wikimedia Foundation; è stata vicepresidente del consiglio d'amministrazione nel 2004, e nell'ottobre 2006 è diventata presidente della Wikimedia Foundation in sostituzione di Jimmy Wales, fondatore di Wikipedia ed oramai presidente onorario.
Il 16 giugno 2008 è stata insignita cavaliere dell'Ordine Nazionale al Merito. La medaglia le è stata conferita ufficialmente il 17 dicembre 2008 da Éric Besson.